# Ptenomela cambeforti
Ptenomela cambeforti är en skalbaggsart som beskrevs av Soula 2002. Ptenomela cambeforti ingår i släktet Ptenomela och familjen Rutelidae. Inga underarter finns listade i Catalogue of Life.